# 고트하르트 철도
고트하르트 철도(Gotthard railway)는 스위스 북부에서 티치노주까지 이어지는 스위스 횡단 알프스 철도이다. 이 노선은 특히 로테르담-바젤-제노바 회랑에서 북부와 남부 유럽을 잇는 중요한 국제 철도 연결의 주요 부분을 형성한다. 고트하르트 철도 회사(독일어: Gotthardbahn-Gesellschaft)는 해당 노선의 건설에 자금을 지원하고 원래 운영했던 민간 철도 회사였다.
철도는 스위스를 경유하여 바젤 또는 취리히에서 이멘제에서 키아소까지, 이멘제에서 루체른 및 로트크로이츠까지, 아트-골다우에서 추크까지, 벨린초나에서 키아소까지, 로카르노 및 루이노를 경유하는 지선과 함께 국제 간선으로 구성되어 있다. 스위스에서 두 번째로 높은 표준 철도인 본선은 해발 1,151m에서 고트하르트 터널을 통해 알프스를 관통한다. 그런 다음 이 노선은 해발 241m의 벨린초나까지 내려갔다가 다시 루가노와 키아소로 가는 길에 몬테 체네리 고개까지 올라간다. 고도의 극단적인 차이로 인해 7개의 나선과 함께 양쪽에서 긴 램프 접근 방식을 사용해야 한다.
라인 건설은 1872년에 시작되었으며 일부 저지대 구간은 1874년에 개통되었다. 전체 노선은 고트하르트 터널이 완성된 후 1882년에 개통되었다. 이 노선은 1909년 스위스 연방 철도에 통합되었으며 1922년에 전철화되었다.
기존 터널에 대한 접근 방식은 이 중요한 국제 경로의 속도와 용량을 계속 제한하고 있으며, 1992년 NRLA 프로젝트의 일환으로 고트하르트 축에 새로운 저층 경로를 건설하기로 결정했다. 이 경로에는 새로운 고트하르트 베이스 터널과 체네리 베이스 터널의 건설이 포함된다. 고트하르트 베이스 터널은 2016년에 완공되어 기존 루트와 통합되었으며, 체네리 베이스 터널은 2020년에 개통되었다.

## 역사

### 개념설계
1870년대 초반까지 스위스 북부에는 독일과 프랑스의 인접 철도로 연결되는 상당한 철도망이 있었다. 서쪽으로는 로잔에서 론강 계곡 상류의 브리크까지 노선이 있었다. 중앙 북쪽에는 올텐, 루체른, 추크 및 취리히를 연결하는 노선이 있다. 그러나 아직 알프스를 통해 스위스 남부나 이탈리아 국경까지 도달하는 노선이 없었고 남북 철도 교통은 몽세니스, 젬머링 또는 브레너 철도를 통해 스위스의 서쪽이나 동쪽을 통과해야 했다.
스위스를 관통하는 남북 경로는 1848년부터 논의되었으며, 1869년 베른에서 열린 국제회의에서 가장 좋은 경로는 고트하르트 고개 아래 터널로 연결된 로이스강과 티치노강의 계곡을 경유하는 것이라고 결정했다. 선택된 길은 최소한 13세기부터 순례자와 상인들이 사용했던 고대의 길이었다.
노선 건설을 위한 조약은 1869년 이탈리아 왕국과 1871년 독일 제국과 체결되었다. 고트하르트 철도 회사는 1871년에 루체른주에 설립되었다. 이탈리아 정부는 결국 225만 파운드를 기부했으며, 스위스와 독일은 각각 125만 파운드를 기부했다.

## 건설
고트하르트 철도의 건설은 1872년에 시작되었고, 1874년에는 비아스카에서 로카르노까지, 루가노에서 키아소까지 첫 번째 저지 구간이 개통되었다.
전 노선은 1882년 5월 21일부터 5월 25일까지 루체른과 키아소에서 축제와 함께 시작되었다. 예정된 운영은 6월 1일에 시작되었다. 당시 길이가 15,003m인 고트하르트 철도 터널은 세계에서 가장 긴 철도 터널이었다(1906년 심플론 터널이 두 번째). 건설 직후, 군대는 요새(예: 아이롤로 위와 비아스카)와 침략 시 터널을 막을 수 있는 방법(남쪽 터널 입구를 차단하기 위한 인공 산사태)으로 전선을 확보했다.
동시에 아르가우이쉐 쉬트반은 로트크레우츠에서 이멘제까지의 구간을 완성했으며, 아라우에서 철도 연결을 제공했다. 루체른에서 이멘제까지, 추크에서 아트-골다우까지 추가 피더 라인이 1887년에 완성되었다.
| 고트하르트 철도 2중 트랙       | 고트하르트 철도 2중 트랙 |
| 구간                           | 개통일 이중 트랙         |
| ------------------------------ | ------------------------ |
| 이멘제 — 브룬넨                | 01.05.1904               |
| 브룬넨 — 시시콘                | 15.09.1947               |
| 시시콘 — 플뤼엘렌              | 01.03.1943               |
| 플뤼엘렌 — 알트도르프          | 15.01.1896               |
| 알트도르프 — 에르스트펠트      | 06.12.1896               |
| 에르스트펠트 — 질레넨 암슈테그 | 09.04.1893               |
| 질레넨 암슈테그 — 구어트넬렌   | 14.05.1893               |
| 구어트넬렌 — 바센              | 26.06.1892               |
| 바센 — 괴세넨                  | 28.05.1893               |
| 괴세넨 — 아이롤로              | 01.06.1883               |
| 아이롤로 — Ambri Piotta        | 02.09.1890               |
| Ambri Piotta — Rodi Fiesso     | 31.07.1890               |
| Rodi Fiesso — 파이도           | 28.05.1890               |
| 파이도 — 라보르고              | 13.09.1891               |
| 라보르고 — 조르니코            | 27.03.1892               |
| 조르니코 — 보디오              | 01.05.1892               |
| 보디오 — 비아스카              | 15.05.1892               |
| 비아스카 — Osogna              | 31.05.1896               |
| Osognia — 벨린초나             | 19.04.1896               |
| 벨린초나 — 주비아스코          | 01.06.1883               |
| 주비아스코 — 알 사소           | 20.12.1922               |
| 알 사소 — Rivera Bironico      | 21.01.1934               |
| Rivera Bironico — Mezzovico    | 27.03.1942               |
| Mezzovico — Taverne Torricella | 02.05.1946               |
| Taverne Torricella — 루가노    | 30.04.1942               |
| 루가노 — 멜리데                | 10.10.1915               |
| 멜리데 — 비소네                | 02.04.1965               |
| 비소네 — Maroggia Melano       | 03.06.1956               |
| Maroggia Melano — 멘드리지오   | 01.10.1913               |
| 멘드리지오 — 키아소            | 01.05.1912               |

## 같이 보기
- NRLA
- 고트하르트산맥
- 고트하르트 고개
- 고트하르트 베이스 터널